# Tepawa
Tepawa (bułg. Тепава) – wieś w północnej Bułgarii, w obwodzie Łowecz, w gminie Łowecz.
Przez miejscowość przepływa rzeka okresowa Tepawka. Urodził się tutaj Pawłomir Kynczew - generał.